# Сакколонго
Сакколонго (итал. Saccolongo) — коммуна в Италии, располагается в провинции Падуя области Венеция.
Население составляет 4477 человек, плотность населения составляет 342 чел./км². Занимает площадь 14 км². Почтовый индекс — 35030. Телефонный код — 049.
В коммуне 15 августа особо празднуется Успение Пресвятой Богородицы.